# Fortsetzungszusammenhang
Unter Fortsetzungszusammenhang (auch fortgesetztes Delikt) ist die Zusammenfassung mehrerer strafrechtlich relevanter Verstöße zu einem einzelnen Verstoß zu verstehen.
Voraussetzung für ein fortgesetztes Delikt ist, dass sich die strafrechtlich relevante Handlung
- gegen dasselbe Rechtsgut richtet
- die Begehungsweise gleichartig ist, und
- ein naher zeitlicher Konnex besteht, und
- ein einheitlicher Vorsatz (Gesamtvorsatz[1])

vorliegt.

## Deutschland
Der „fortgesetzte Handlungszusammenhang“ (Fortsetzungszusammenhang) wurde vom Bundesgerichtshof (BGH) mit Beschluss vom 3. Mai 1994 (Großer Senat für Strafsachen) „abgeschafft“.
Probleme mit dieser dogmatisch unzureichend fassbaren Rechtsfigur stellten dabei insbesondere folgende Konstellationen dar: Serientäter, Banden, der Grundsatz ne bis in idem, Mengen im Sinne des BtMG, Verjährungsbeginn, Wechselverhältnis von Inlandstatteilen zu Auslandstatteilen. Zudem wurde immer wieder die Möglichkeit des judikativen Missbrauchs geltend gemacht.
Der Große Senat für Strafsachen des BGH stellte folgenden Leitsatz auf:

„Die Verbindung mehrerer Verhaltensweisen, die jede für sich einen Straftatbestand erfüllen, zu einer fortgesetzten Handlung setzt voraus, dass dies, was am Straftatbestand zu messen ist, zur sachgerechten Erfassung des verwirklichten Unrechts und der Schuld unumgänglich ist“

## Österreich
Die Rechtsfigur des Fortsetzungszusammenhangs ist in Österreich nicht gesetzlich geregelt, sondern wurde von der Lehre und Rechtsprechung entwickelt. Es wird in Österreich der Fortsetzungszusammenhang in der Lehre traditionell als Erscheinungsform der Scheinkonkurrenz angesehen.

### Grenzen
Der Fortsetzungszusammenhang ist bei Beeinträchtigung höchstpersönlicher Rechtsgüter (z. B. sexuelle Integrität) nicht anzuwenden, wenn sich die Einzeltaten gegen verschiedene Personen richten. Bei Vermögensdelikten hingegen wird die Identität der geschädigten Personen nicht vorausgesetzt. So kann es einen Fortsetzungszusammenhang geben, auch wenn ein Täter bei verschiedenen Personen Diebstähle begeht.

### Kritik
Der Fortsetzungszusammenhang kann grundsätzlich auch zum Vorteil des Angeklagten sein. Doch die Rechtsprechung in Österreich tut bisher im Zusammenhang mit Suchtmitteldelikten das Gegenteil. „Sie hat sowohl verschiedenartige Suchtgifte aus einer Tathandlung zu einer großen Menge zusammengerechnet als auch bei mehreren Tathandlungen unter Feststellung eines Fortsetzungszusammenhanges eine Zusammenrechnung zur großen Menge vorgenommen. Die Folge davon sind hohe Haftstrafen für Süchtige und, wie schon erwähnt, die Einschränkung bzw. Unmöglichkeit der im SMG vorgesehenen Therapie- und Diversionsmaßnahmen.“

## Liechtenstein
Das Strafgesetzbuch Liechtensteins und auch die Rechtsprechung folgt in vielen Fällen dem Muster und der Rechtsprechung zum österreichischen Strafgesetzbuch. Dieses bildete die Rezeptionsvorlage. Wie das österreichische Strafgesetzbuch gliedert es sich in zwei Teile, den Allgemeinen Teil, §§ 1–74, und den Besonderen Teil, §§ 75–321.
Auch inhaltlich folgt es in weiten Teilen wörtlich dem österreichischen Vorbild.